# مارك شيري
مارك شيري (بالإنجليزية: Mark Cherry)‏ هو فيلسوف أمريكي، ولد في 2 مارس 1969.